# This is Tomorrow (exposition)
Pour l’article homonyme, voir This is Tomorrow.
This is Tomorrow est une exposition d'art temporaine internationale qui s'est tenue en août 1956 à la Whitechapel Art Gallery à Londres. 
Le commissaire en était Bryan Robertson sur une idée de Theo Crosby.
La participation la plus notable de l'exposition a été celle de l'Independent Group. 
Cette exposition est à présent considérée comme celle qui a donné naissance au Pop art, Richard Hamilton y exposa en effet son célèbre collage Just what is it that makes today's homes so different, so appealing? et le critique Lawrence Alloway popularisa l'expression "pop art" dans la foulée. 
This is Tomorrow a eu par exemple un grand impact sur l'écrivain britannique de science-fiction J. G. Ballard mais aussi sur l'architecture urbaine, le design et le graphisme britanniques.
Une partie de cette exposition a été recréée en 1990 pour l'Institute of Contemporary Arts.

## Groupes de créateurs ayant participé à This Is Tomorrow
1. Theo Crosby, Germano Facetti, William Turnbull, Edward Wright
2. Richard Hamilton, John McHale, John Voelcker, Magda et Frank Cordell
3. J. D. H. Catleugh, James Hull, Leslie Thornton
4. Anthony Jackson, Sarah Jackson, Emilio Scanavino
5. John Ernest, Anthony Hill, Denis Williams
6. Eduardo Paolozzi, Alison et Peter Smithson, Nigel Henderson
7. Victor Pasmore, Ernő Goldfinger, Helen Phillips
8. James Stirling, Michael Pine, Richard Matthews
9. Kenneth Martin,  Mary Martin, John Weeks
10. Robert Adams, Frank Newby, Peter Carter, Colin St John Wilson
11. Adrian Heath, John Weeks
12. Lawrence Alloway, Geoffrey Holroyd, Toni del Renzio